# Melanophryniscus rubriventris
Melanophryniscus rubriventris är en groddjursart som först beskrevs av Jehan Vellard 1947.  Melanophryniscus rubriventris ingår i släktet Melanophryniscus och familjen paddor. IUCN kategoriserar arten globalt som livskraftig. Inga underarter finns listade i Catalogue of Life.